# Don Arneson
Don Arneson, né le 15 août 1935 à Montevideo (Minnesota)  et mort le 1er février 2018, aussi connu sous le nom de DJ Arneson, est un scénariste et responsable éditorial de comics ayant travaillé pour Dell Comics.

## Biographie
Don Arneson naît en 1935 dans un village du Minnesota. Son père meurt alors qu'il n'a que cinq ans. Après avoir déménagé à Boulder dans le Colorado, Arneson suit des études universitaires puis s'engage dans l'armée. Il est envoyé en Allemagne puis au Mexique. De retour aux États-Unis, il quitte l'armée et travaille pour Dell Comics à partir de 1962. Il est d'abord engagé comme assistant de Len Cole, le responsable éditorial, mais celui-ci quitte bientôt la société et Helen Meyer, la présidente de Dell, lui propose de reprendre le poste de Cole. Arneson, en tant que responsable éditorial, est parfois amené à récrire des scénarios lorsque ceux qui lui sont proposés ne conviennent pas. Il décide alors d'être scénariste indépendant mais Meyer, ayant besoin de lui, lui propose de continuer à travailler pour Dell la moitié de la semaine et de garder le reste du temps pour écrire ses propres scénarios. Cette situation dure jusqu'en 1973 quand Arneson abandonne définitivement Dell. Il écrit pour plusieurs éditeurs, en plus de Dell, comme Charlton Comics, Gold Key Comics. Il quitte plus tard le monde des comics pour écrire des livres pour la jeunesse.